# Lacuna neritoidea
Lacuna neritoidea är en snäckart som beskrevs av Gould 1840. Lacuna neritoidea ingår i släktet Lacuna och familjen strandsnäckor. Inga underarter finns listade i Catalogue of Life.